# Repentless
Repentless é o décimo primeiro álbum de estúdio da banda americana de thrash metal Slayer. É o primeiro álbum do Slayer sem o guitarrista e fundador Jeff Hanneman, que faleceu em 2013, tendo Gary Holt (Exodus) como seu substituto. É, também, o primeiro disco com o baterista Paul Bostaph desde a gravação de  God Hates Us All em 2001.
Repentless foi  lançado em 11 de setembro de 2015 via Nuclear Blast, estreia da banda pela gravadora alemã. O álbum  ficou entre os cinco mais vendidos nos EUA, estreando em 4º lugar na Billboard 200, tendo vendido  o equivalente a 50 mil cópias somente  na primeira semana de lançamento.

## Músicas e letras

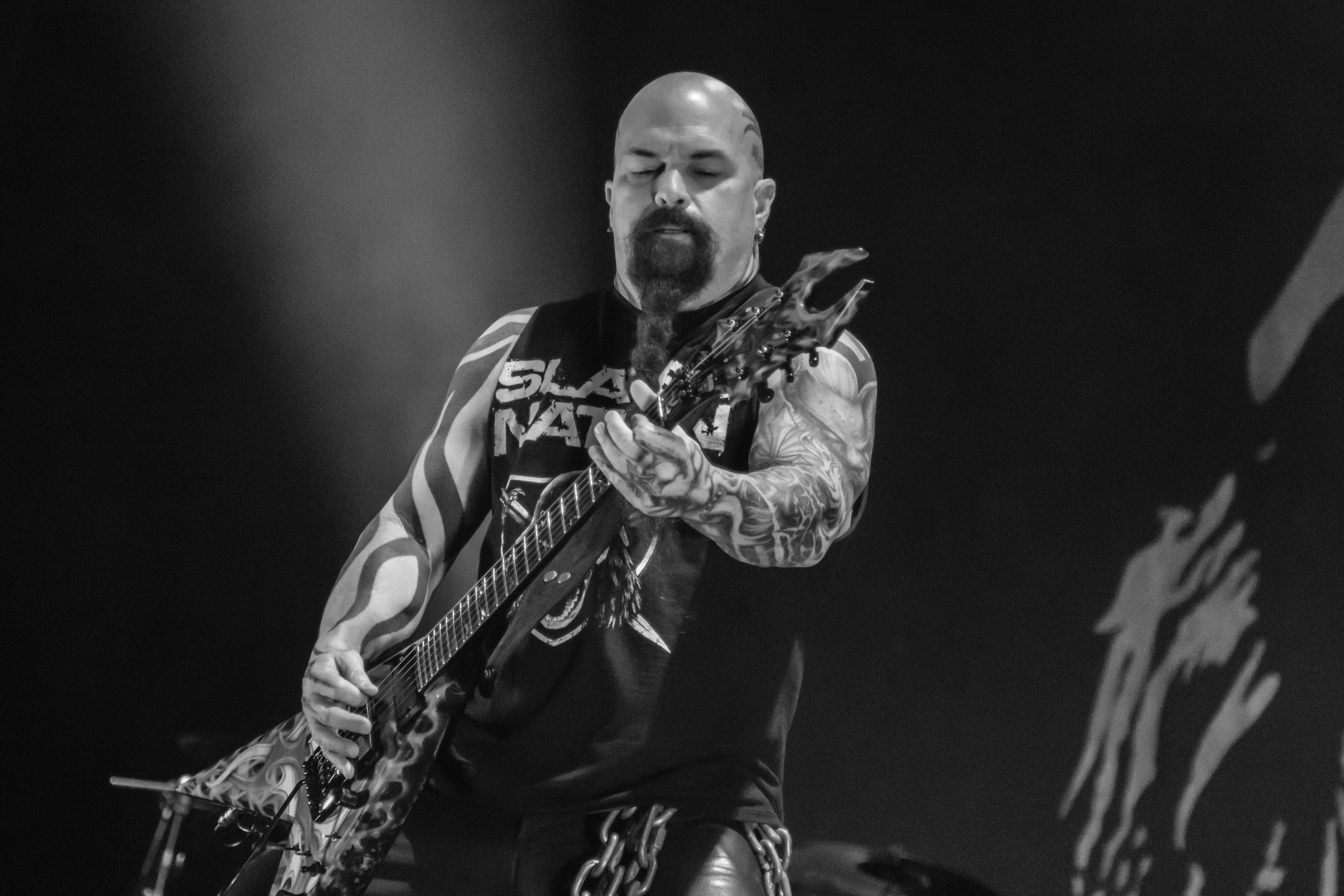
Kerry King, guitarrista e principal compositor do disco.

Numa entrevista, Kerry King descreveu "Chasing Death" como uma canção sobre o alcoolismo: "É sobre pessoas que bebem muito. Elas não ajudam a si mesmas então perseguem a morte." Ele explicou que "Implode" fala sobre o fim do mundo.
O álbum pode conter material escrito por Hanneman antes de sua morte. Tom Araya falou que  Hanneman tinha duas canções que ele apresentou ao resto da banda. Uma canção foi tirada de World Painted Blood, a qual Araya disse que Hanneman havia trabalhado nas letras e melodias dela. Adicionalmente, Araya afirmou que  planeja ouvir arquivos de áudio pessoais de Hanneman, e que algumas partes do material pode acabar entrando no novo disco de uma maneira ou outra. Uma música, mencionada por  King em uma entrevista, é "Piano Wire", uma faixa não terminada de Hanneman que esteve sendo trabalhada no disco anterior. King também mencionou que há outras duas canções que Hanneman estava guardando pelos últimos 15 ou 20 anos e que serão lançadas.
Em outubro de  2014, a banda revelou planos de lançar uma canção nova, intitulada "When the Stillness Comes", via Scion AV. A canção foi lançada para o  Record Store Day em 18 de abril de 2015. Em 19 de junho de 2015, o Slayer disponibilizou a faixa título para streaming no youtube. Em 31 de agosto eles lançaram "Cast the First Stone", outra faia do disco, via Adult Swim singles. Em 3 de setembro, poucos dias antes de sair o disco, foi divulgado um vídeo de bastidores a cerca da gravação do videoclipe da faixa "Repentless".

## Recepção
| Críticas profissionais | Críticas profissionais |
| Pontuações agregadas   | Pontuações agregadas   |
| Fonte                  | Avaliação              |
| ---------------------- | ---------------------- |
| Metacritic             | 70/100                 |
| Avaliações da crítica  |                        |
| Fonte                  | Avaliação              |
| AllMusic               | [ 12 ]                 |
| Billboard              | [ 13 ]                 |
| Classic Rock           | 8/10                   |
| Consequence of Sound   | B                      |
| The Guardian           | [ 16 ]                 |
| Kerrang!               | 4 de 5 estrelas.       |
| Q                      | 3 de 5 estrelas.       |
| Record Collector       | [ 17 ]                 |
| Rolling Stone          | [ 18 ]                 |
| Exclaim!               | 7/10                   |

Em abril de 2014, a banda lançou "Implode" gratuitamente. A Rolling Stone disse que a canção "soa como o Slayer clássico", embora as letras sejam descritas como "previsíveis". Alex Young do Consequence of Sound definiu a canção como um "ataque agressivo de heavy metal". Em janeiro de 2015, o álbum, ainda sem título, foi mencionado pelo Loudwire como um dos "30 álbuns de rock/metal mais esperados  de 2015", junto aos aguardados discos de bandas como Black Sabbath, Iron Maiden, Anthrax, Megadeth, Testament, Metallica e Tool. Repentless vendeu cerca de 50 mil cópias em sua primeira semana e estreou na posição 4 na Billboard 200, a maior posição atingida pela banda nesta parada musical de seu país natal. O disco caiu para o nº 20 nas paradas  da segunda semana, vendendo mais 11 mil cópias.
Repentless recebeu críticas mistas/positivas. Escrevendo para o Exclaim!, Greg Pratt afirmou que Repentless "não será um dos álbuns clássicos do Slayer, mas ainda há abundância de bom thrash a ser encontrado". O jornalista J.C. Maçek III do Spectrum Culture escreveu: "A verdade é que  pode ser fácil repudiar o Slayer  depois de 35 anos como uma banda de metal nostálgico.  Isto  seria uma farsa e um erro. O Slayer não apenas apresenta algo novo em Repentless, mas também mostra um novo meio de mostrá-lo." O escritor Thom Jurek  do Allmusic  deu uma nota 3 de 5 estrelas ao álbum, dizendo que Repentless é "um trabalho retrô e bem feito de uma banda fortemente determinada, e isso é ótimo. Há fãs hardcore que desejam que suas bandas favoritas nunca mudem: esse disco é pra eles. Mas novamente, dado tudo o que aconteceu desde 2009, o Slayer merece crédito pela qualidade deste lançamento". O  The Guardian afirma que "Slayer sempre foi um modelo de consistência  e uma banda que os fãs mais assíduos do heavy metal podem contar".

## Lista de faixas
Todas as canções foram compostas por Kerry King, com exceção das anotadas.
| N.º | Título                                       | Duração |  |
| 1.  | "Delusions of Saviour"                       | 1:55    |  |
| 2.  | "Repentless"                                 | 3:19    |  |
| 3.  | "Take Control"                               | 3:14    |  |
| 4.  | "Vices"                                      | 3:32    |  |
| 5.  | "Cast the First Stone"                       | 3:43    |  |
| 6.  | "When the Stillness Comes"                   | 4:21    |  |
| 7.  | "Chasing Death"                              | 3:45    |  |
| 8.  | "Implode"                                    | 3:49    |  |
| 9.  | "Piano Wire" (música e letra: Jeff Hanneman) | 2:49    |  |
| 10. | "Atrocity Vendor" (letra: Tom Araya, King)   | 2:55    |  |
| 11. | "You Against You"                            | 4:21    |  |
| 12. | "Pride in Prejudice"                         | 4:14    |  |

## Créditos
| Slayer - Tom Araya – vocal, baixo - Kerry King – guitarra - Gary Holt – guitarra - Paul Bostaph – bateria | Produção - Terry Date – produtor - Peter Mack – engenheiro - Derrick Stockwell – engenheiro assistente - Andrew Stuart – fotografia - Marcelo Vasco – arte de capa, layout - Howie Weinberg – masterização |

## Desempenho nas paradas
| Parada musical (2015)                 | Posição |
| ------------------------------------- | ------- |
| Austrália (ARIA)                      | 3       |
| Áustria (Ö3 Austria Top 40)           | 6       |
| Bélgica (Ultratop Flandres)           | 4       |
| Bélgica (Ultratop Valônia)            | 7       |
| Canadá (Billboard)                    | 3       |
| Dinamarca (Hitlisten)                 | 9       |
| Países Baixos (Dutch Charts)          | 2       |
| Finlândia (Suomen virallinen lista)   | 3       |
| França (SNEP)                         | 7       |
| Alemanha (Offizielle Deutsche Charts) | 1       |
| Irlanda (IRMA)                        | 15      |
| Itália (FIMI)                         | 8       |

| Parada musical (2015)                         | Posição |
| --------------------------------------------- | ------- |
| Japão (Oricon)                                | 10      |
| Nova Zelândia (RMNZ)                          | 8       |
| Noruega (VG-lista)                            | 6       |
| Portugal (AFP)                                | 4       |
| Suécia (Sverigetopplistan)                    | 5       |
| Suíça (Schweizer Hitparade)                   | 3       |
| Reino Unido (Official Albums Chart)           | 11      |
| Estados Unidos (Billboard 200)                | 4       |
| Estados Unidos (Billboard Independent Albums) | 1       |
| Estados Unidos (Top Rock Albums)              | 2       |
| Estados Unidos (Digital Albums)               | 6       |
| Estados Unidos (Top Hard Rock Albums)         | 2       |
| Polónia (ZPAV)                                | 2       |